# Enrique Gorostieta González
Enrique Gorostieta González (Ciudad de México, Distrito Federal; 17 de enero de 1856 - Laredo, Texas, 9 de mayo de 1921) fue un abogado, político y escritor mexicano.

## Biografía
Nació en la Ciudad de México, el 17 de enero de 1856, bajo el nombre de Antonio María Enrique Pedro Gorostieta González, siendo hijo del general Nicolás Gorostieta Tamariz y de Soledad González. Inició sus estudios en el Colegio Civil, y obtuvo el título de abogado por la Escuela de Jurisprudencia de Nuevo León en 1880. Contrajo matrimonio en 1885 con María Velarde Valdés, hija del literato español Fernando Velarde. La pareja tuvo 3 hijos: 
- Eva María Valentina Gorostieta Velarde (nacida en 1886, casada con el nieto del empresario Valentín Rivero en 1909).
- Ana María Gorostieta Velarde (nacida en 1887, casada con el empresario Luis G. Sada en 1912).
- Enrique Nicolás José Gorostieta Velarde.

Fue secretario general de gobierno durante la administración del lic. Mauro A. Sepúlveda, en 1885, y posteriormente senador de la República. Fue enemigo del régimen de Bernardo Reyes, por lo que intervino en la campaña política de Francisco E. Reyes. Ocupó las secretarías de Justicia y Hacienda en el gabinete del general Victoriano Huerta; terminó por repatriarse en 1916.
Fue redactor de El Horario, órgano de la Sociedad Literaria Florencio María del Castillo en 1880, y de Flores y Frutos en 1888; además, realizó la misma labor en La Revista de Desiderio Lagrange, y en el Periódico Oficial en 1885. Realizó también algunas intervenciones en teatro, tales como la alegoría "Ciencia y virtud", representada en honor al doctor José Eleuterio González en 1883; mientras que en 1892 escribió el monólogo "Colón". 
Figuró además como orador; dentro de sus discursos más importantes están el que se pronunció en las honras fúnebres del doctor González en 1888 —que leyó Ricardo M. Cellard—, el del tercer centenario de Monterrey en 1896, y el del centenario de Juárez en 1906. Escribió con el seudónimo de Orestes. Falleció en Laredo, Texas, el 9 de mayo de 1921.

## Cronología Política
- Secretario General de Gobierno, Estado de Nuevo León 1885
- Senador de la República 1910 - 1912
- Secretario de Hacienda, Gobierno Federal 1913
- Secretario de Justicia, Gobierno Federal 1914